# Гай Вибий Панза
Гай Вибий Панза (на латински: Gaius Vibius Pansa) е римски политик на късната Република. Произлиза от фамилията Вибии, клон Панза.
През 90 пр.н.е. той е магистър на Монетния двор. Той е привърженик на Гай Марий и е проскрибиран по времето на диктатурата на Сула. Той е баща (вероятно осиновител) на Гай Вибий Панза Цетрониан (консул през 43 пр.н.е.).
На един денарий, сечен в негово име на предната страна е показана главата на бог Аполон, на задната страна богинята Минерва на една квадрига.